# Elisabeth Maria Post
Elisabeth Maria Post, född 1755, död 1812, var en nederländsk poet och prosaförfattare.
Hon blev 1788 hedersmedlem i Haags poesiförening Kunstliefde Spaart Geen Vlijt (KSGV). Hon gav anonymt ut sin roman Het land (1788), för vilken hon är mest känd. Förutom Het land publicerade Post brev, en samling dikter och prosafragment För ensamma människor (1789) under sina år i Arnhem, skrev hon sin andra brevroman, Reinhart, eller Natur och religion (tre volymer, 1791-1792), och översatte Friedrich von Schillers Don Carlos (1789).